# Werchnów
Werchnów (ukr. Верхнів) – wieś na Ukrainie w rejonie włodzimierskim należącym do obwodu wołyńskiego.

## Położenie
Na podstawie Słownika geograficznego Królestwa Polskiego i innych krajów słowiańskich: Werchnów to wieś w powiecie włodzimierskim, gmina Chotiaczów, 18 wiorst od Włodzimierza.
Do 2020 w rejonie iwanickim.